# Ulica Sołtyka w Krakowie
Ulica Sołtyka – ulica w Krakowie, w dzielnicy II Grzegórzki, na Wesołej.
Łączy ulicę św. Łazarza z ulicą Blich. Jest jednojezdniowa.

## Historia
Ulica została w obecnym kształcie wytyczona została około 1895 roku. Powstała na gruntach stanowiących własność rodziny Sołtyków. W 1856 roku Anastazja Sołtykowa, przy ulicy ufundowała istniejący do dziś zakład opiekuńczy dla starców.
Początkowo, gdy nie istniał jeszcze dolny odcinek ulicy Blich, ulica stanowiła jej część i nosiła nazwę Blich. W 1912 roku Rada Miasta Krakowa nadała ulicy obecną nazwę.

## Nazwa
Znaki informacyjne znajdujące się przy wjazdach na teren ulicy określają ją jako ulica Sołtyka, zaś Alfabetyczny wykaz ulic miasta Krakowa określa ją jako ulica gen. Romana Sołtyka, jak i również książka Elżbiety Supranowicz Nazwy ulic Krakowa. Gminna ewidencja zabytków, zaś określa ulicę jako ulica Kajetana Sołtyka.

## Zabudowa
- ul. Sołtyka 1 (ul. Blich 7) – Kamienica „Dom dla urzędników C.K. Kolei Państwowej”. Projektował Stanisław Ujejski, 1909[a].
- ul. Sołtyka 2 (ul. Blich 6, ul. Hugona Kołłątaja 1) – Kamienica „Dom dla urzędników C.K. Kolei Państwowej”. Projektował Stanisław Ujejski, 1909[a].

- ul. Sołtyka 4 – Kamienica „Dom dla urzędników pocztowych”. Projektował Józef Chmielewski, 1913.
- ul. Sołtyka 5 (ul. gen. Józefa Dwernickiego 9) – Kamienica. Projektował Adam Dębski, 1894.
- ul. Sołtyka 7 – Kamienica, 1898.
- ul. Sołtyka 9 – Dom. Projektował A. Biederman, ok. 1930[b].
- ul. Sołtyka 11 – Kamienica. Projektował Karol Janecki, 1936.
- ul. Sołtyka 13 – Kamienica. Projektował Adam Dębski, 1907.
- ul. Sołtyka 15 – Kamienica, 1895.
- ul. Sołtyka 17 – Kamienica, 1905.

Opracowano na podstawie źródła: Gminnej ewidencji zabytków – Kraków.

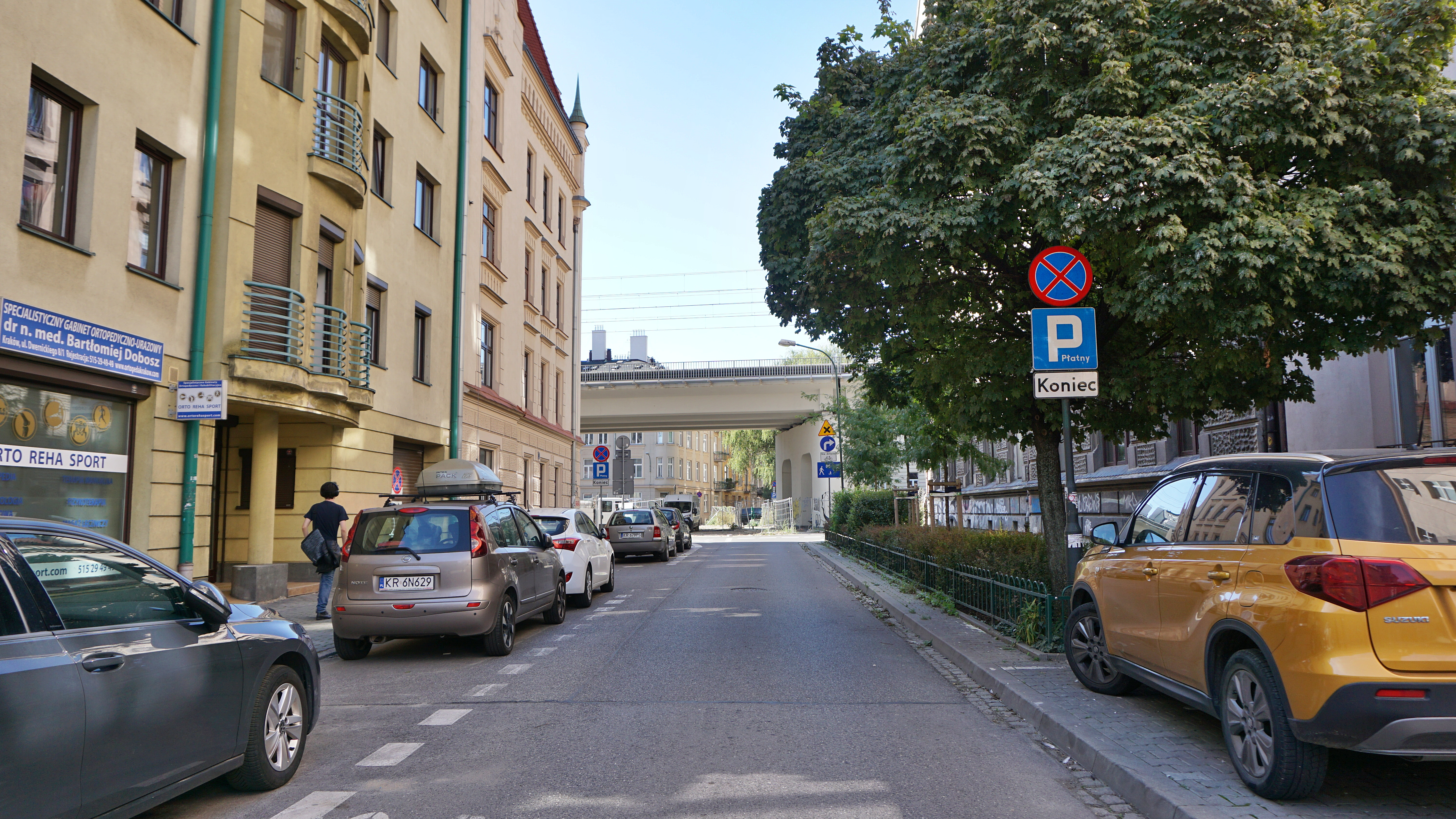
Widok na zachód, na wysokości skrzyżowania z ul. Dwernickiego (2024)
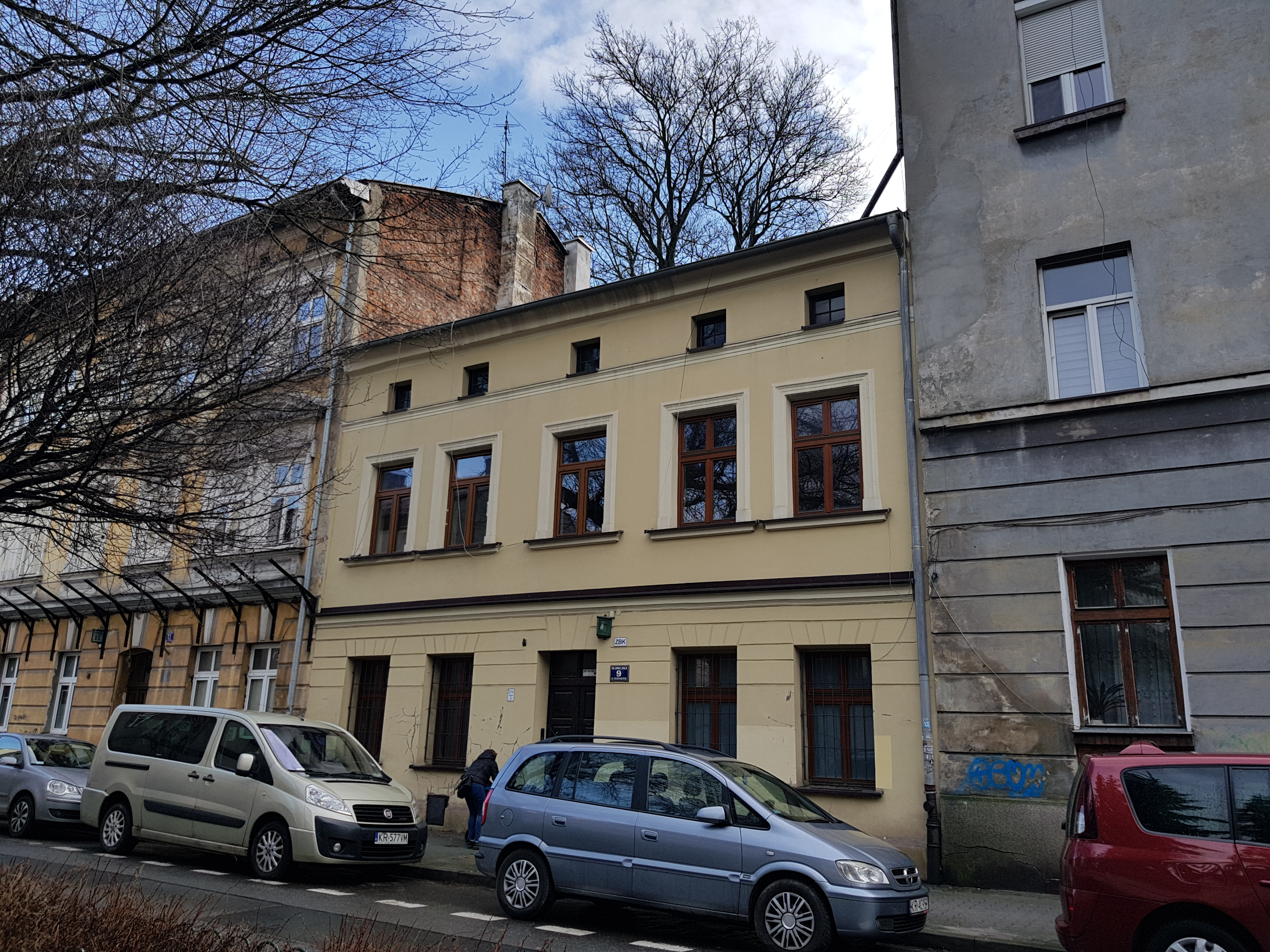
ul. Sołtyka 9 (A. Biederman, ok. 1930)
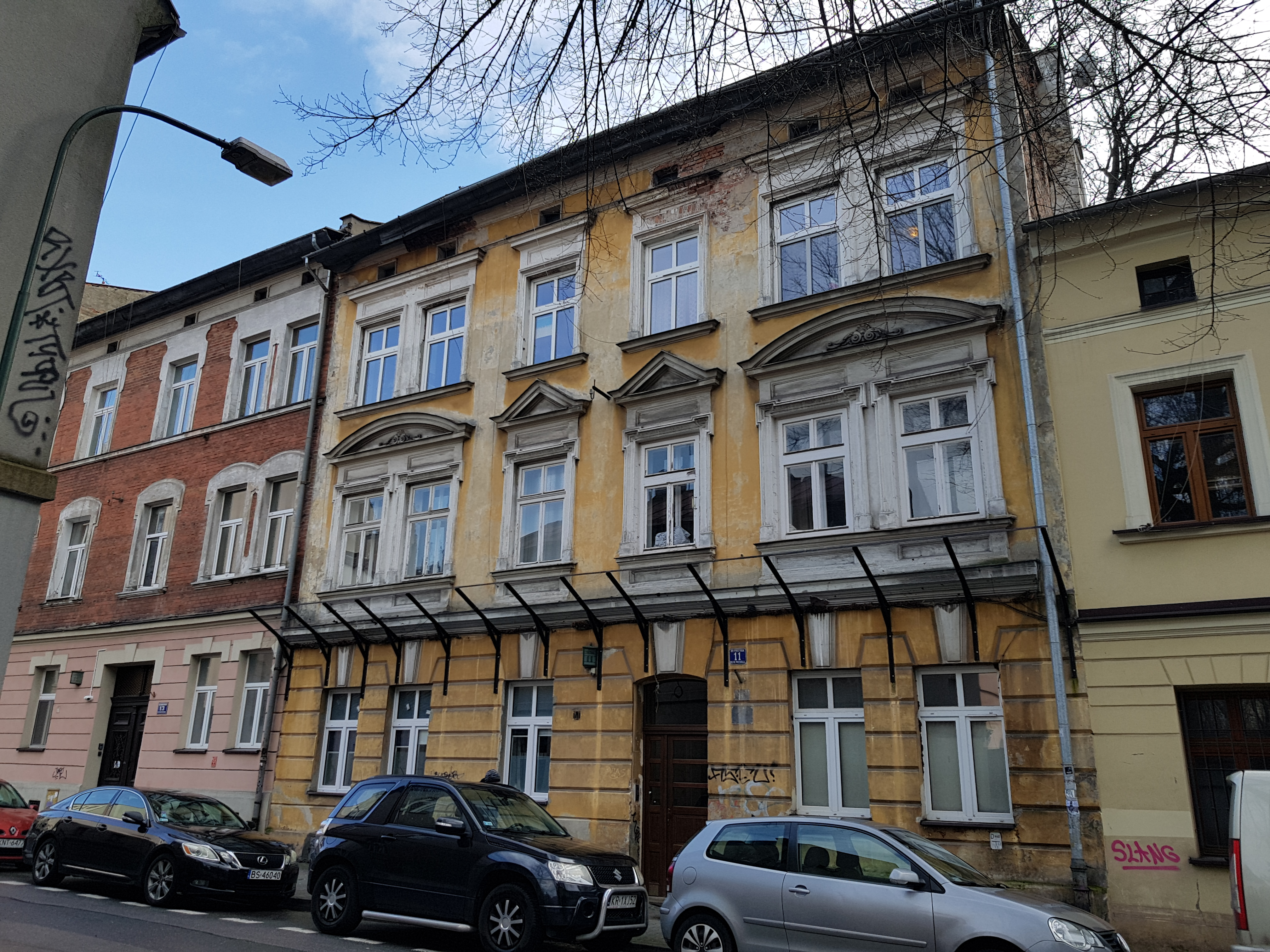
ul. Sołtyka 11 (proj. Karol Janecki, 1936)
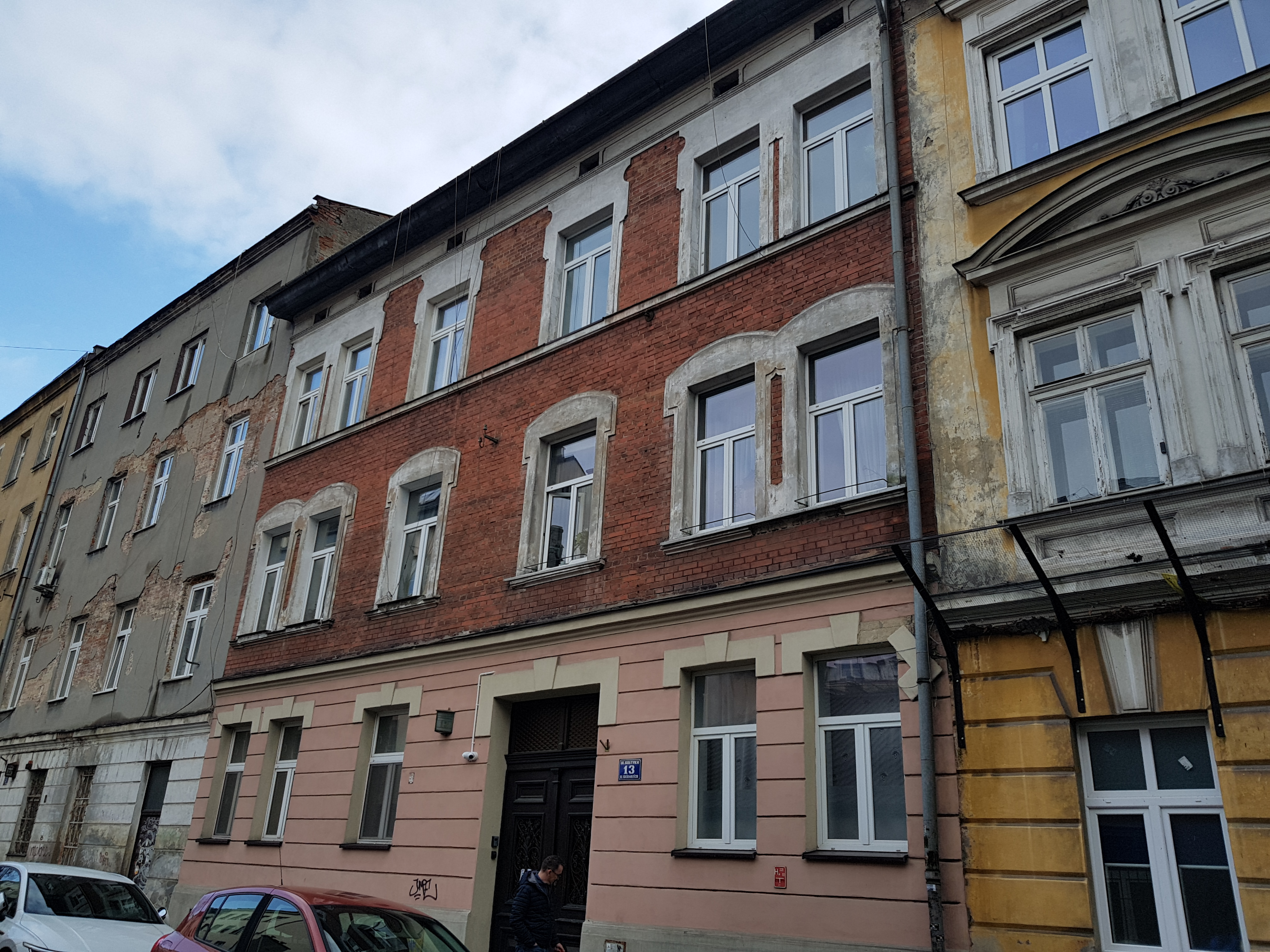
ul. Sołtyka 13 (proj. Adam Dębski, 1907)
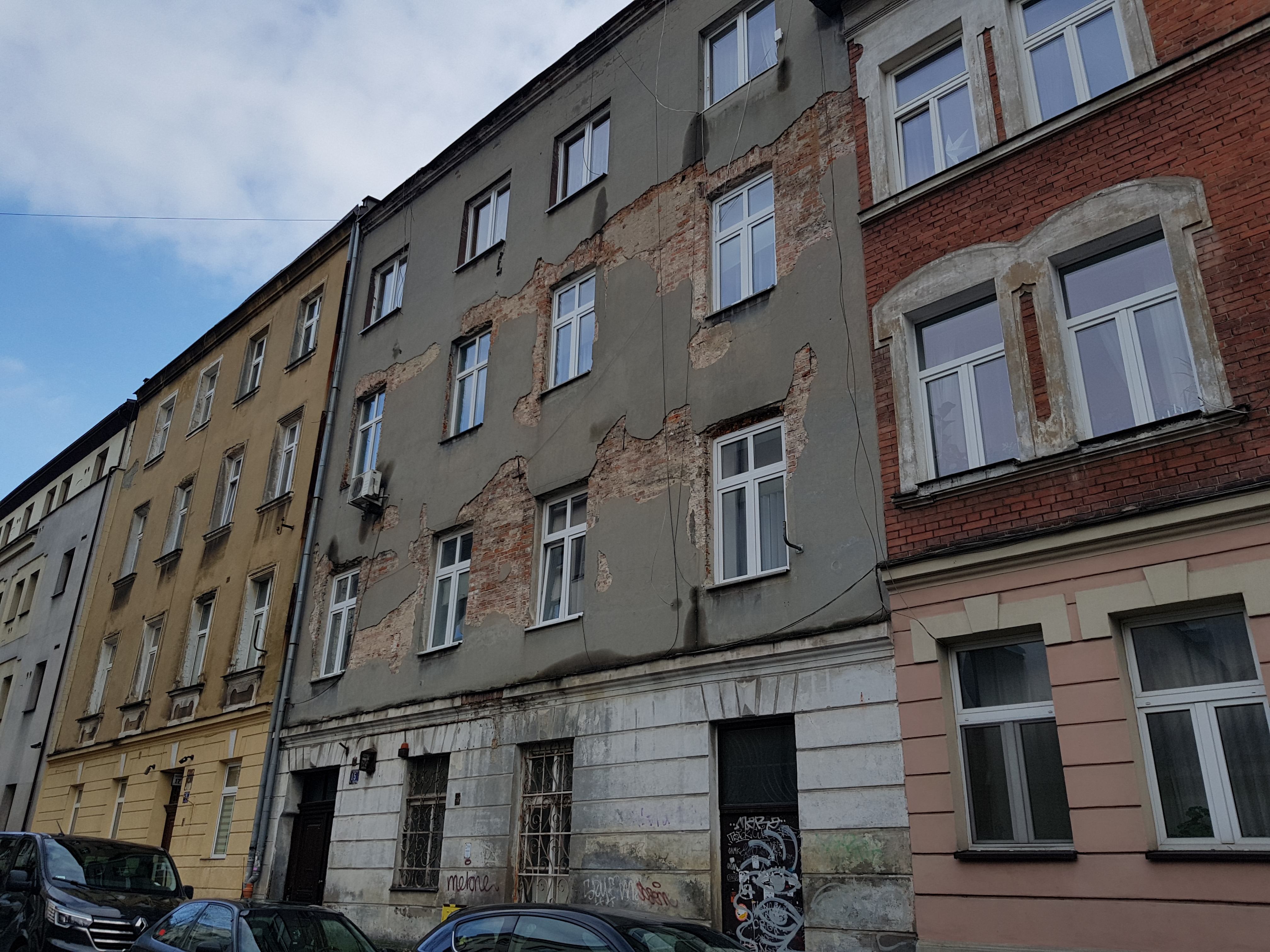
ul. Sołtyka 15 (1895)